# Hintere Bachofenspitze
Die Hintere Bachofenspitze im Karwendel in Tirol ist mit 2668 m ü. A. der nördlichste Punkt des bis hierher reichenden Gemeindegebietes von Thaur im Inntal. Etwa 400 Meter östlich des Gipfels liegt die Vordere Bachofenspitze (⊙, 2663 m ü. A.). Seit der Errichtung eines Gipfelkreuzes, das im Oktober 2003 von Franz Brunner und Fritz Gostner aufgestellt wurde, erfreut sich dieser Gipfel wachsender Beliebtheit.

## Lage
Die Hintere Bachofenspitze in der Gleirsch-Halltal-Kette trennt die Gleirschkette im Westen von der Halltalkette im Osten. Sie ist auch der nördlichste Gipfel des Verbindungsgrates, der über den Rosskopf nach Süden zu den Stempeljochspitzen verläuft und die Verbindung zur Nordkette herstellt. Die Nordwand der Hinteren Bachofenspitze fällt 700 m zum Kleinen Gschnierkopf (1899 m ü. A.) im Hinterautal ab.

## Routen zum Gipfel
Am leichtesten und kürzesten erreichbar ist der Gipfel von der Pfeishütte (1922 m ü. A.) aus über den markierten Weg durch das Sonntagkar im Südwesten. Auch die Route durch die Felsbarriere im oberen Teil ist gut markiert und mit einigen Tritteisen versehen (UIAA II). Ein weiterer Zustieg führt vom Wilde Bande-Steig im Südosten weglos durch das südöstlich gelegene Bachofenkar. Im hintersten Teil des Kares steigt man durch eine brüchige Rinne nordwärts bis in die Scharte zwischen Vorderer und Hinterer Bachofenspitze. Von hier aus am Grat oder knapp darunter westwärts zum Gipfel (Schwierigkeitsgrad I). Außerdem ist der Gipfel im Zuge von Gratüberschreitungen entweder von der Sonntagkarspitze (III), vom Rosskopf (II) oder vom Großen Lafatscher über die Vordere Bachofenspitze (II) aus zu erreichen.
Der Übergang zur Vorderen Bachofenspitze weist den Schwierigkeitsgrad II auf. Die Vordere Bachofenspitze ist darüber hinaus über die Südostflanke oder aus dem Bachofenkar ebenfalls im Schwierigkeitsgrad II erreichbar.